# Robert Kościuk
Robert Kościuk (Sławno, 17 gennaio 1969) è un ex cestista e allenatore di pallacanestro polacco.

## Carriera
Con la Polonia ha disputato i Campionati europei del 1997.

## Palmarès
- Campionato polacco: 2

Śląsk Wrocław: 1992-93, 1993-94